# Стокгольмська приміська залізниця

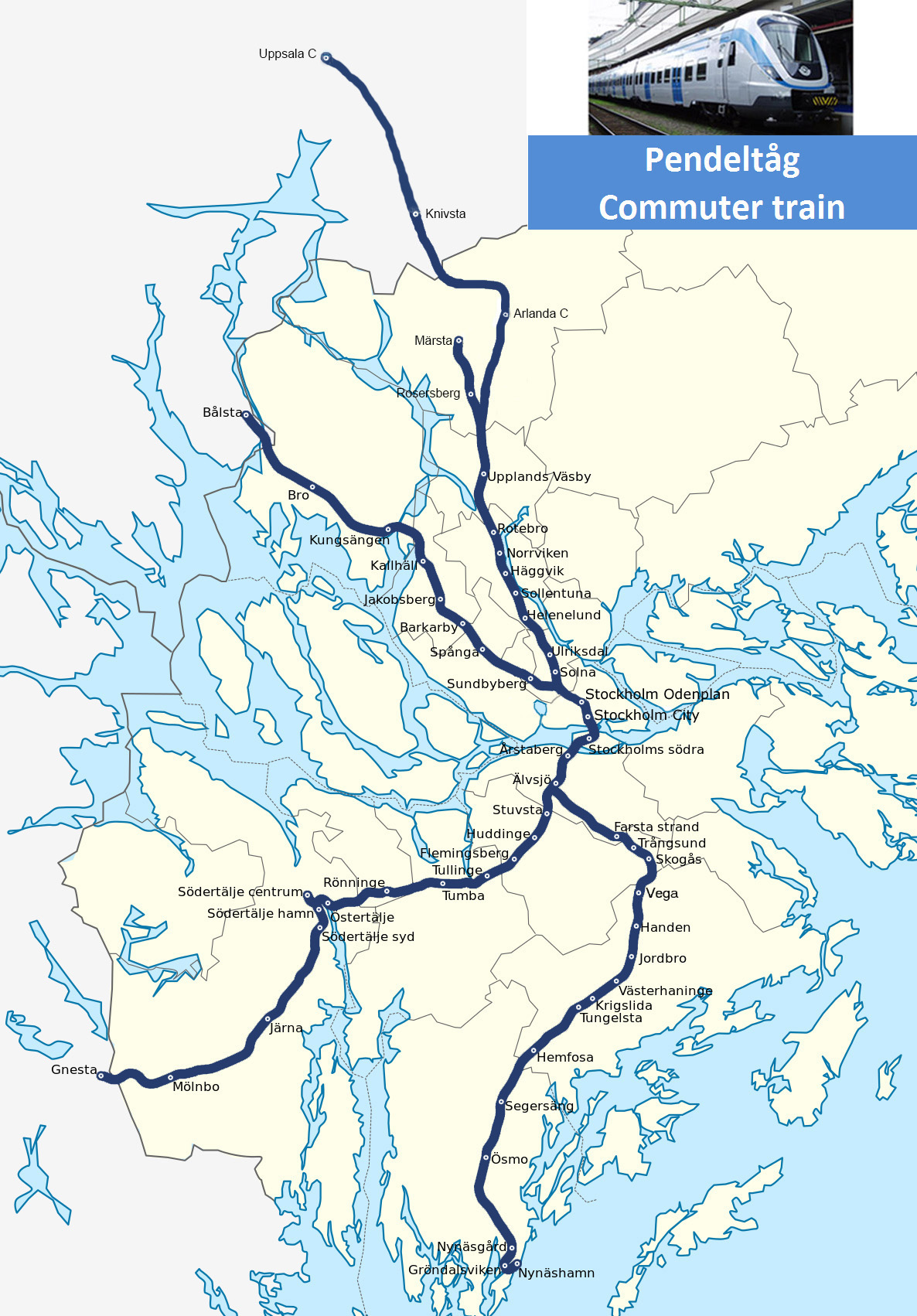
Лінії Стокгольмської приміської залізниці (2017)

Стокгольмська приміська залізниця (швед. Stockholms pendeltåg) — приміська залізнична система у лені Стокгольм, Швеція. Вона є важливою частиною громадського транспорту Стокгольма та керується Storstockholms Lokaltrafik. Лінії знаходяться у державній власності та адмініструються Шведською транспортною адміністрацією, тоді як сервіси самої Стокгольмської приміської залізниці виконуються компанією MTR Nordic з грудня 2016 року.

## Історія

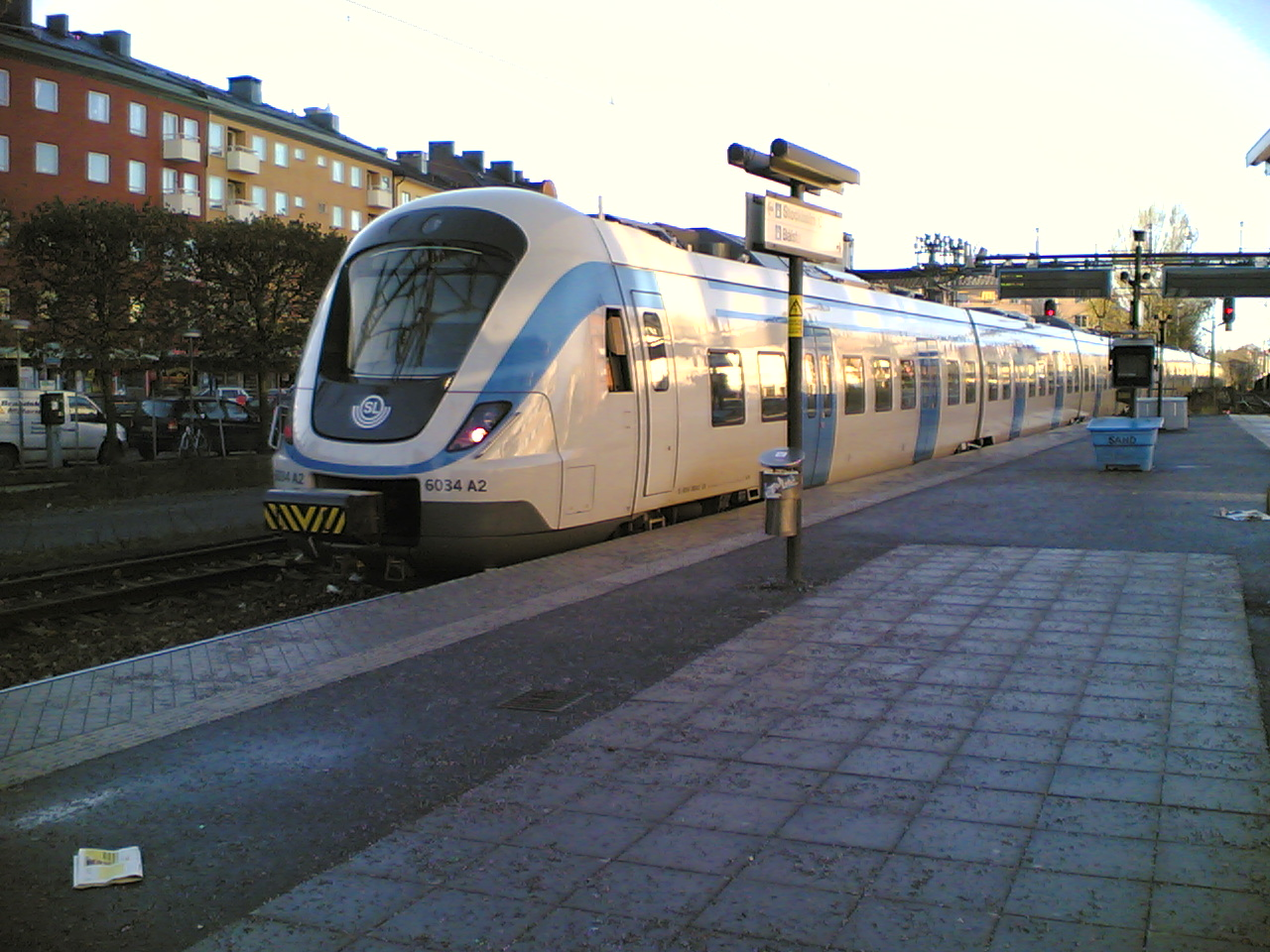
Потяг SL X60 в Сундбюберзі

З кінця XIX століття місцеві потяги експлуатувалися на магістральних залізницях навколо Стокгольма. На початку, місцеві залізничні перевезення були частиною Державних залізниць Швеції, але наприкінці 1960-х років відповідальність за ці послуги перейшла до лену Стокгольм, який включив його в систему продажу квитків Стокгольмскої транспортної системи. Були куплені нові поїзди, були модернізовані станції, а стокгольмська залізнична мережа була розроблена з метою зробити її більш схожою на метро. Спочатку система була позначена як SL förortståg (SL приміський поїзд), а пізніше як SL lokaltåg (SL місцевий/приміський поїзд). Тільки в 1980-х роках система офіційно стала відома як Stockholms pendeltåg.
У перший рік експлуатації існував лише один маршрут, який прямував з «Седертельє-Південна» (нині залізнична станція Седертелье-Гамн) до Кунгсенген через станцію Стокгольм-Центральний. 1 червня 1969 року система була поширена до Мерсти через гілку, розташовану після станції Карлберг. У 1975 році до Вестерганінґе відкрилася інша гілка з одностороннім трансфером до Нинесгамна. Потяги на гілку Кунгсенген тепер йдуть до Вестерганінґе замість Стокгольма C і тепер є частиною сучасної лінії 35.
З 1986 по 1996 рік важливі поліпшення були зроблені на залізницях навколо Стокгольма. Одноколійні ділянки були зроблені двоколійними, а деякі двоколійні були підвищені до чотирьоколійних, що дозволило приміським поїздам отримувати менше перешкод від інших залізничних перевезень. Частота обслуговування поступово збільшувалася, а з 2001 року більшість станцій у мережі обслуговуються поїздами з регулярними 15-хвилинними інтервалами, та з додатковими поїздами в години пік.
У 2001 році північно-західний підрозділ мережі був поширений з Кунгсенгена до Больсти. У 2006 році було відкрито південну станцію Орстаберг, щоб з'єднатися з новою системою Tvärbanan легкорейкового транспорту. 18 серпня 2008 року на південно-східній дільниці Вестерганінґе-Нинесгамн відкрилася нова станція Грендалсвікен.
З 9 грудня 2012 року на приміському поїзді можна доїхати до аеропорту Стокгольм-Арланда. Поїздка триває 38 хвилин від станції Арланда до Стокгольма і 18 хвилин від Арланда до Уппсали. Обговорення розширення почалися в грудні 2007 року. До аеропорту можна було доїхати на Arlanda Express з 1999 року, а також на автобусі зі станції Мерста. Реалізація вимагала переговорів між Стокгольмським транспортним управлінням та Arlanda Express, які мали права на експлуатацію колії.
Будівництво залізничного тунелю під центральною частиною Стокгольма почалось у 2008 році і тунель був відкритий 10 липня 2017 року. Цей новий тунель призначався для ексклюзивного використання системою приміської залізниці, та має розділяти приміські перевезення та поїзди далекого сполучення під час подорожі по місту. Це полегшило б проблеми з перевантаженням залізничних систем і дозволило Стокгольмській транспортній системі планувати частіше обслуговування. Це також дозволить частіше їздити поїздам, оскільки багато з них їздять до Стокгольма та з нього. Дві нові підземні залізничні станції з пересадкою на Стокгольм-Центральний — Стокгольм-Сіті (розташована під T-Centralen) і Стокгольм-Уденплан (розташована під станцією метро Уденплан, замінила станцію Карлберг) — були побудовані в рамках проекту Citybanan.
Нова станція під назвою Вега, що розташована на лінії Нинес (Nynäs Line) у комуні Ганінге між станціями Скугос і Ганден, відкрилась 1 квітня 2019 року після майже чотирьох років будівництва. Невелика зупинка на лінії Nynäs, яка існувала між 1929 і 1973 роками та яка також називалась Вега була побудована в іншому місці від поточної станції Вега.
Контракт на експлуатацію залізниці в Стокгольмі був укладений з приватними компаніями з 2000 року. Першим власником франшизи був Citypendeln, який працював з 2000 року до 17 червня 2006 року. З 18 червня 2006 року до 10 грудня 2016 року мережею керувала Stockholmståg, дочірня компанія SJ AB,(компанія колишньої Шведської державної залізниці). Починаючи з 11 грудня 2016 року MTR Nordic обслуговує залізницю на десятирічному контракті з можливістю продовжити ще на чотири роки.

## Лінії
| Лінія                   | Маршрут                                        | Тривалість              | Довжина | Станції |
| ----------------------- | ---------------------------------------------- | ----------------------- | ------- | ------- |
| 40                      | Уппсала – Стокгольм-Сіті – Седертельє          | 1:41                    | км      | 25      |
| 41                      | Мерста – Стокгольм-Сіті – Седертельє           | 1:24                    | 74 км   | 24      |
| 41X                     | Мерста – Стокгольм-Сіті – Тумба (– Седертельє) | 1:00 (1:19)             | км      | 20      |
| 42X                     | Мерста – Стокгольм-Сіті – Елвше (– Нинесгамн)  | 0:41 (1:27)             | км      | 15 (21) |
| 43                      | Больста – Стокгольм-Сіті – Нинесгамн           | 1:45                    | км      | 29      |
| 43X                     | Каллгелл – Стокгольм-Сіті – Нинесгамн          | 1:22                    | 107 км  | 21      |
| 44                      | (Бру –) Каллгелл – Стокгольм-Сіті – Елвше      | 0:35 (0:45)             | км      | 10 (12) |
| 48                      | Седертельє – Гнеста                            | 0:24                    | 30 км   | 6       |
| Уся приміська залізниця | Уся приміська залізниця                        | Уся приміська залізниця | 211 км  | 54      |

Після переробки маршрутів у грудні 2017 року на більшості залізниць є дві лінії з різними напрямками. Крім цього, з цього часу деякі поїзди зроблені експресами (що не зупиняються на деяких станціях): 41X та 42X та 43.
Інтервал між потягами є кожні 30 хвилин з 5-ї ранку до 13 годин щодня, з 15-хвилинними інтервалами вдень. Додаткові поїзди в години пік дають в середньому 7½-хвилинні інтервали для багатьох станцій, і кожні 4½ хвилини на центральних ділянках. Лінія 48 і зовнішні частини залізниці до Нинесгамна (від Вестерганінґе) подаються рідше, а поміж поїздами у вихідні дні - інтервал сягає двох годин.
319 000 пасажирів використовують приміські поїзди Стокгольма в звичайний будній день (в цьому підрахунку пасажири з пересадками були враховані двічі). Це майже половина від загальної кількості пасажирів у Швеції (якщо не включати метро та трамваї).

## Станції
У мережі є 53 станції, чотири з яких знаходяться за межами лену Стокгольм. Вісім станцій з'єднані з регіональними та міжміськими поїздами, три з'єднані з легкорейковою трамвайною системою Tvärbanan, а чотири станції мають пересадки до стокгольмського метрополітену. Кілька станцій є важливими розв'язками до місцевих автобусів.
Більшість станцій мають подібний стиль, з центральною платформою на поверхні з одним або двома виходами, турнікетами та касою. Кілька вузлових станцій мають кілька платформ. Станції на південь від Вестерганінґе і Седертельє є меншими і не мають автоматів для продажу квитків; пасажири купують квитки у провідника поїзда на цих ділянках мережі. Найменшою станцією є Гемфоса, яка налічує близько 100 пасажирів на добу.
 Станції позначені символом J, який просто означає загальний термін järnvägsstation (тобто «залізнична станція») і схожий на Символ Т, який використовується станціями метро Стокгольма (tunnelbanestation).

## Рухомий склад

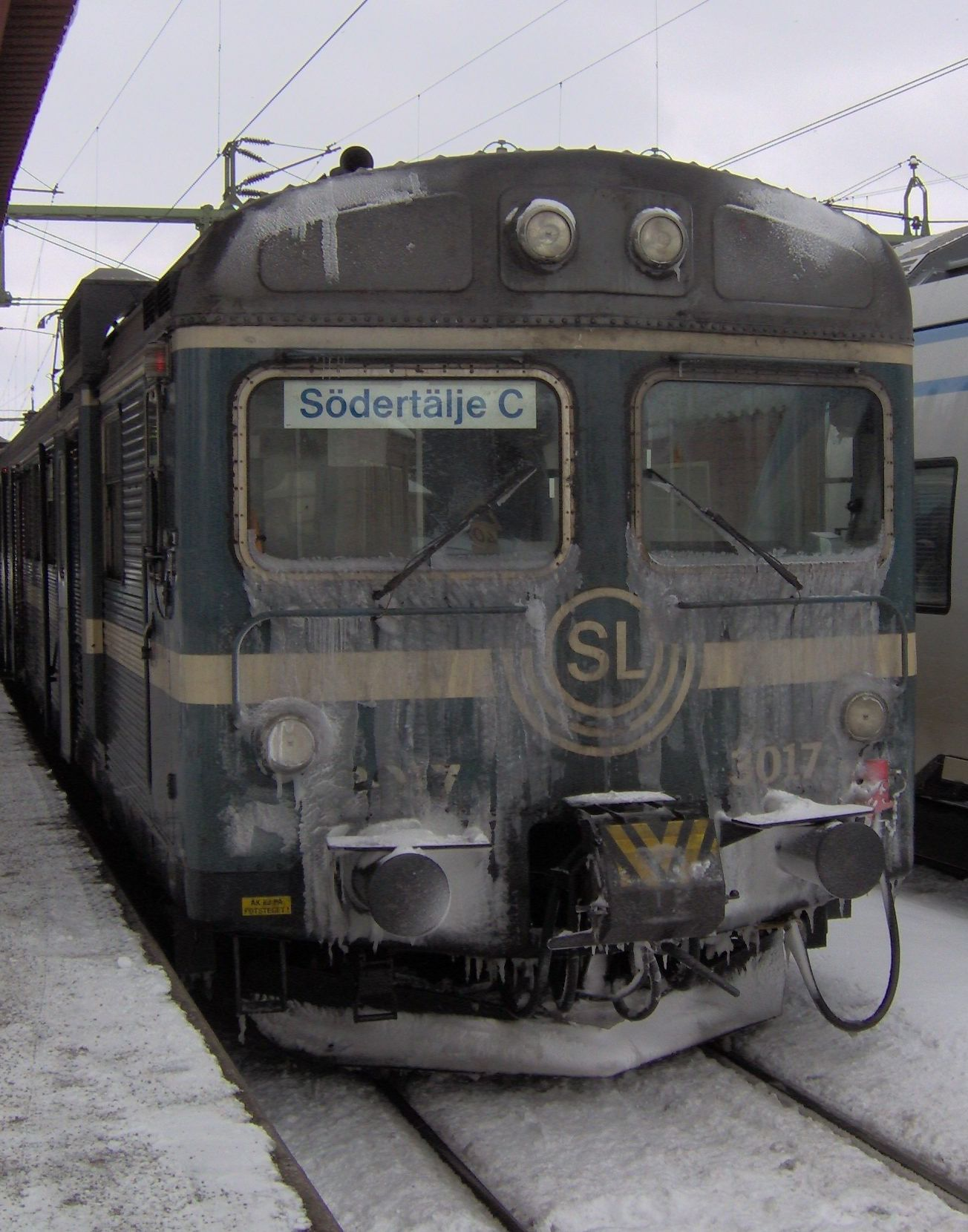
Покритий льодом X1 поїзд

З моменту відкриття Citybanan 10 липня 2017 року, в даний час використовується тільки один тип поїздів, SL X60 Coradia Nordic (вироблені Alstom), через використання станцій закритого типу на Citybanan. У 2005–2008 роках було поставлено 71 потягів X60 для заміни поїздів, які раніше експлуатувалися Deutsche Bahn у Німеччині, і які були ввезені в Швецію тодішнім оператором Citypendeln до тимчасово збільшити потужність мережі Pendeltåg. Повнорозмірний поїзд з двома одиницями X60 досягає 214 м. У 2016 році 46 поїздів нового покоління сімейства Coradia Nordic назвали X60B, щоб замінити поїзди SL X10, що були поставлені з 1983 по 1993 рік. Максимальна швидкість руху поїздів X60 і X60B становить 160 км/год.

### Колишній рухомий склад
- SL X1 (з 1968 по 2011 рік)
- SL X10 (з 1983 по 2017)
- TGOJ X20 (з 2001 по 2002 рік)

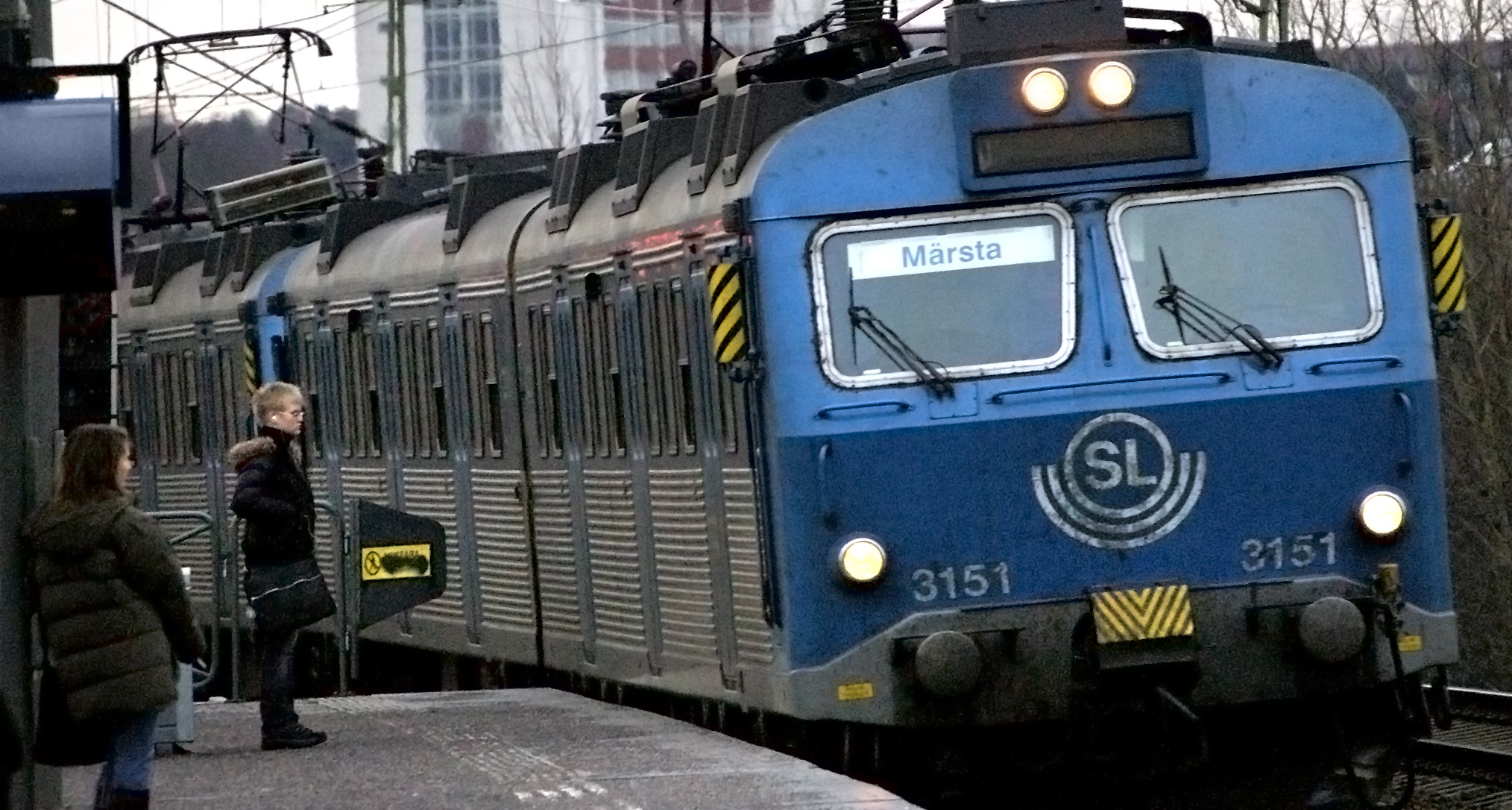
SL X10 прямує до Мерсти

- Пасажирські вагони Bn, що тягнуть локомотиви SJ Rc (з 2001 по 2003 рік)
- DB Class 420 (з 2002 по 2005 рік)